# Gonodonta distincta
Gonodonta distincta là một loài bướm đêm trong họ Noctuidae.